# Nettelbladt (Adelsgeschlecht)

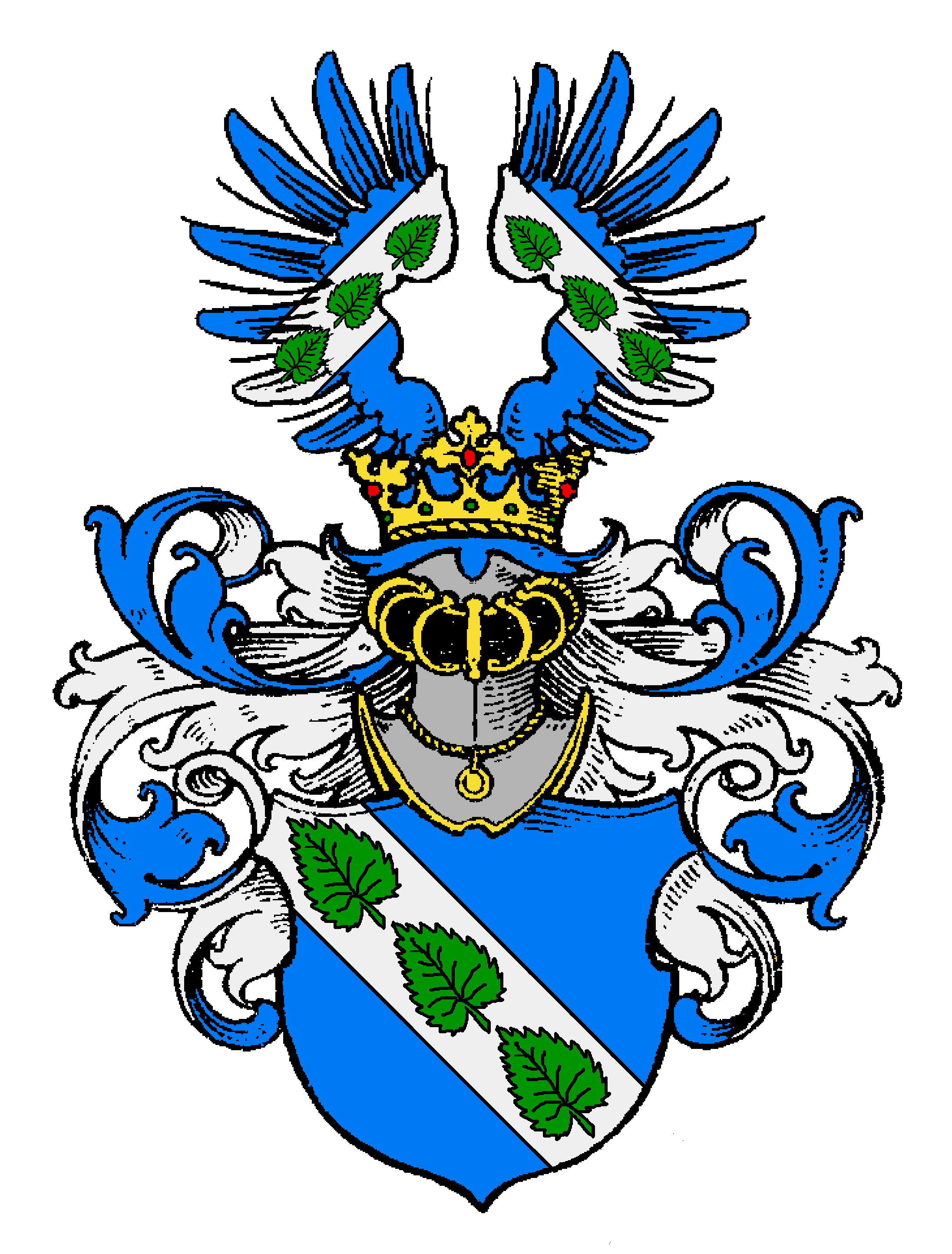
Wappen derer von Nettelbladt

Nettelbladt, auch Nettelbla ist ein briefadeliges, nach 1400 nobilitiertes, deutsches Adelsgeschlecht. 

## Geschichte

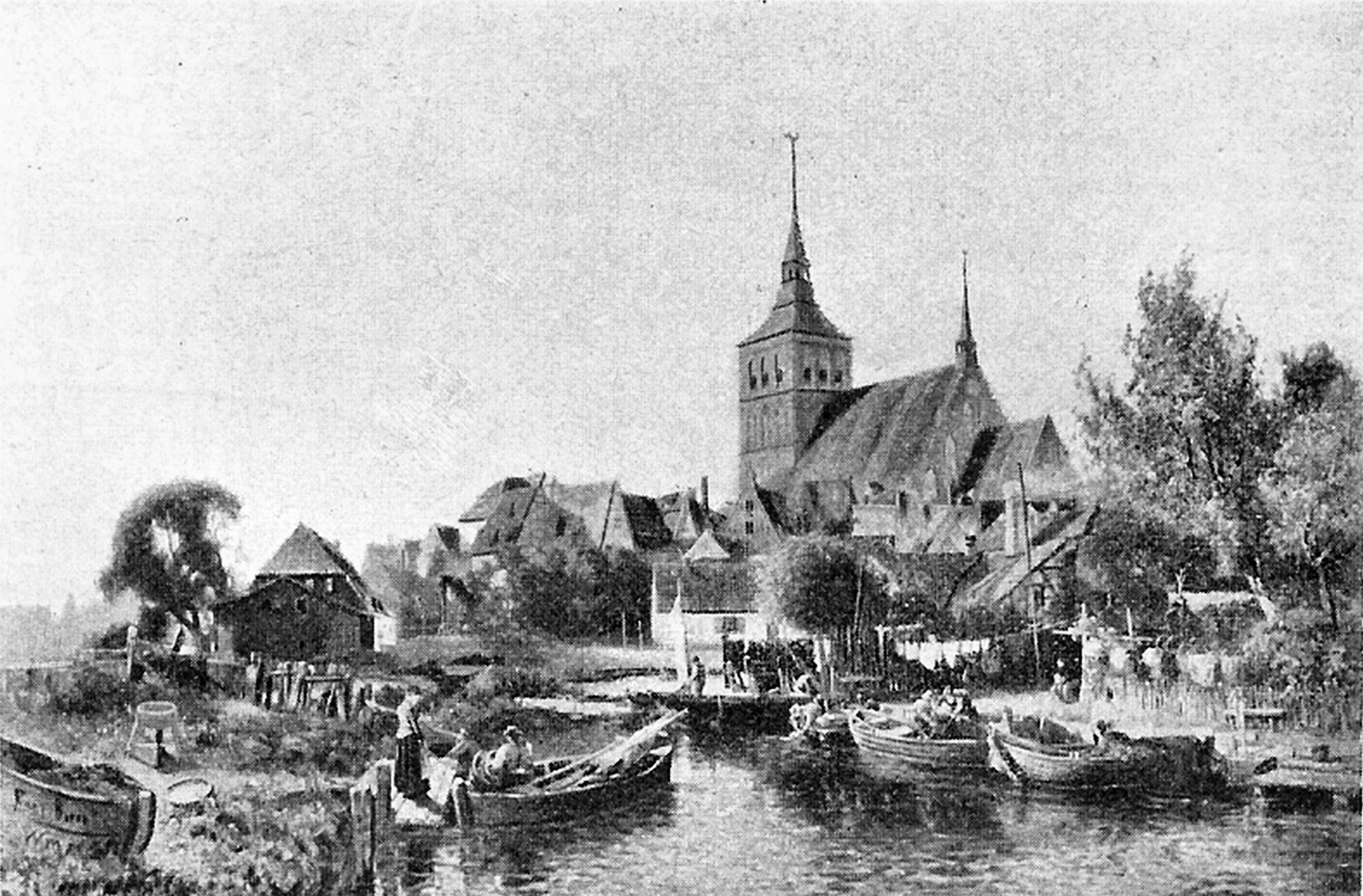
Franz Bunke: Fischerbruch in Rostock

Das Adelsgeschlecht geht zurück auf eine bürgerliche deutsche, in Rostock ansässige Kaufmannsfamilie, die seit dem 16. Jahrhundert Ratsmitglieder stellte. 
Die Stammreihe beginnt mit Berthold Nettelbladt, der von 1401 bis 1418 in Rostock als Bürger und Bruchfischer (Bruch = Nebenarme der Warnow) belegt ist. Der in Stockholm geborene Jurist Christian Nettelbladt (der Ältere) (1696–1775) wurde als Assessor und Vertreter Schwedens am Reichskammergericht in Wetzlar am 22. Juni 1746 in den Reichsadelsstand erhoben. Am 4. Mai 1762 wurde Nettelbladt in die Matrikel der Reichsfreiherrn aufgenommen.
Mehrere Vertreter der Familie waren aktive Mitglieder im Verein für meklenburgische Geschichte und Alterthumskunde.

### Besitzungen
- 1780–1802 Hohen Schwarfs[2] (Kessin (Dummerstorf))

## Wappen
- Das bürgerliche Stammwappen zeigte in Silber drei grüne Nesselblätter (natürliche, nicht heraldisches Nesselblatt) auf einem grünen Dreiberg und auf dem Helm die Nesselblätter zwischen einem schwarzen Flug.[3] Die Helmdecken sind grün und silbern.
- Das 1746 verliehene adelige Wappen hat in Blau einen mit drei Nesselblättern belegten silbernen Schrägrechtsbalken und auf dem Helm zwei blaue Flüge.
- Das freiherrliche Wappen von 1762 ist quadriert und hat das Stammwappen als Mittelschild, vermehrt um einen silbernen Stern im oberen Platz. Zwischen den beiden unteren Feldern seigt eine blaue Spitze auf, in der ein goldener Anker zu sehen ist. Im 1. und 4. Feld, von Blau und Gold quer geteilt, ein Kranich in verwechselten Farben mit einer goldenen Kugel in der rechten Kralle. Im 2. und 3. Feld im silbernen Feld auf grünem Boden ein grüner Palmbaum, an dessen Stamm sich drei goldene Kronen übereinander befinden. Drei Helme, auf dem (heraldisch) rechten der Palmbaum mit blau-silbernen Helmdecken, auf dem mittleren mit grün-silbernen Helmdecken ein schwarzer Adler auf einem querliegenden roten Buch mit goldener Spange und Schnitt stehend und eine im Gleichgewicht stehende Waage mit goldenen Schalen im Schnabel haltend, auf dem (heraldisch) linken mit blau-goldenen Helmdecken ein Merkurstab zwischen grünen Zweigen. Die Helmdecken sind blau und gold. Als Schildhalter (heraldisch) rechts ein goldener Löwe, links ein Wilder Mann.[4]

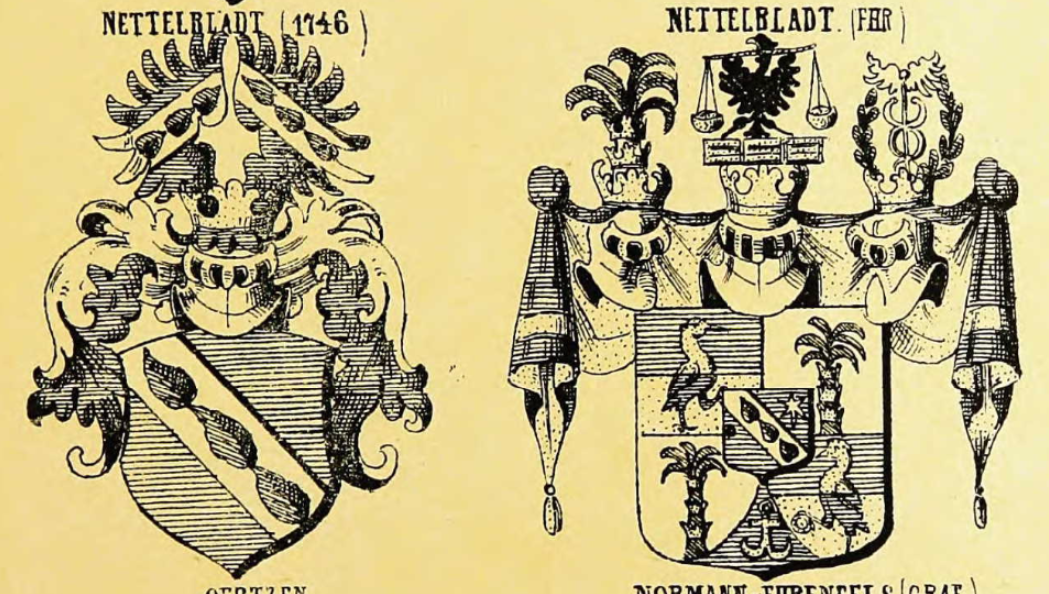
Adelswappen (1746) und freiherrliches Wappen (1762)
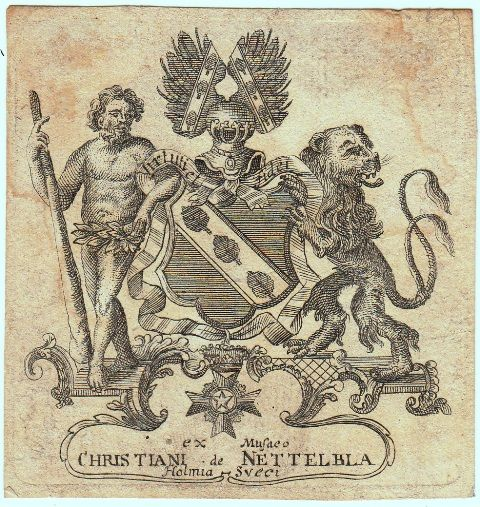
Wappen-Exlibris von Christian von Nettelbladt (zwischen 1746 und 1762)
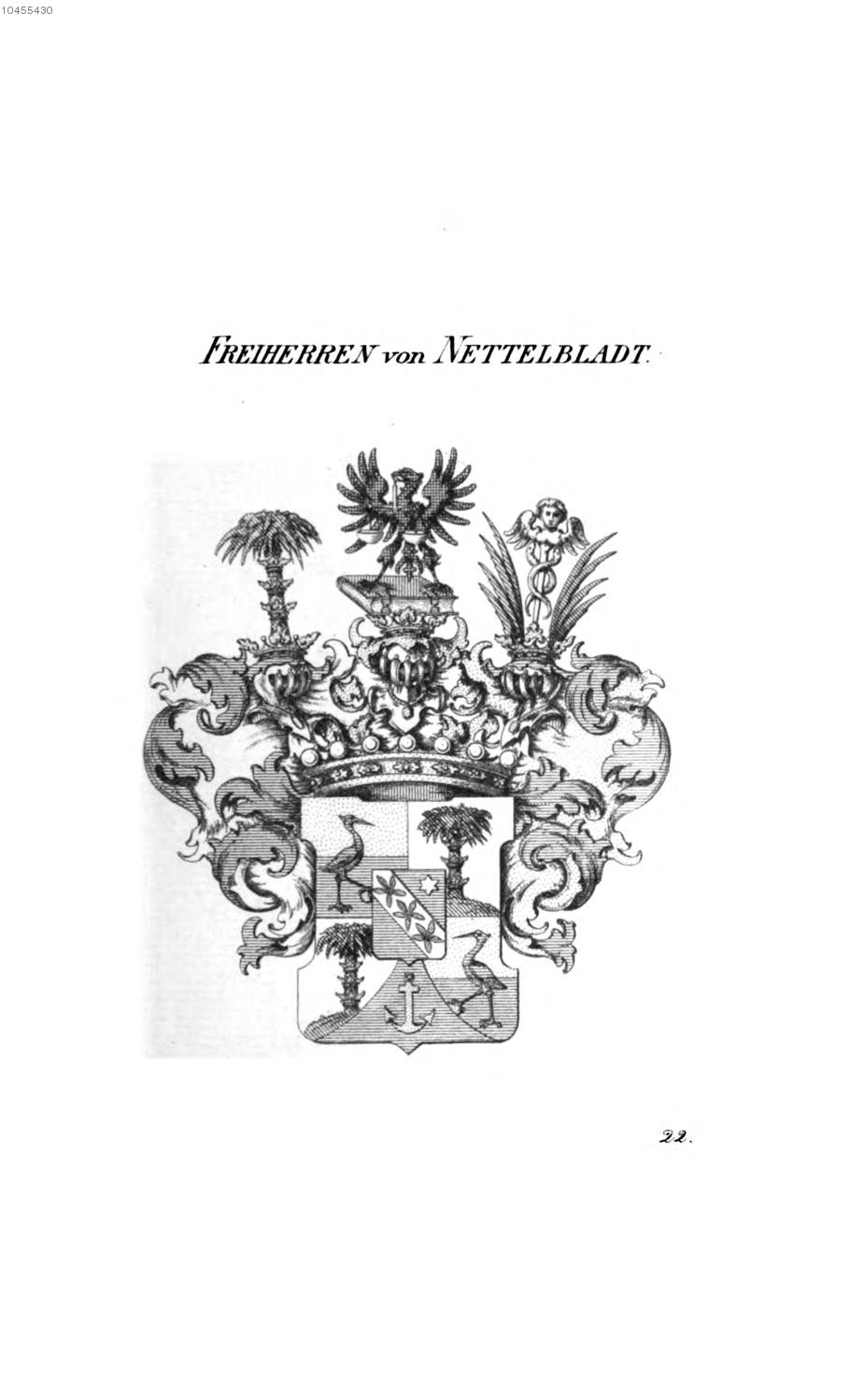
Freiherrliches Wappen

## Namensträger
- Christian Nettelbladt (der Ältere) (1696–1775)

- Karl Friedrich Wilhelm von Nettelbladt (1747–1818)

- Christian Karl Friedrich Wilhelm von Nettelbladt (1779–1843)

- Albert von Nettelbladt (1812–1879), Oberjägermeister, Oberforstmeister in Jasnitz
- Rudolf von Nettelbladt (1814–1898), Kammerpräsident

- Christian Erhard von Nettelbladt (1792–1863), Universitätsbibliothekar in Rostock

- Karl von Nettelbladt (1825–1908), Offizier und Inspektor des Landarbeitshauses in Güstrow
- Ferdinand von Nettelbladt (1830–1883), Offizier und Prinzenerzieher

- Friedrich von Nettelbladt (1859–1894), Verwaltungsjurist und Afrika-Reisender
- Heinrich von Nettelbladt (1864–), deutsch-amerikanischer Hochschullehrer (Buffalo), preußischer Offizier
- Clemens Julian Freiherr von Nettelbladt (* 2001)